# 魔界都市ハンター
『魔界都市ハンター』（まかいとしハンター）は、原作：菊地秀行、作画：細馬信一による日本の漫画作品。『週刊少年チャンピオン』（秋田書店）にて1985年53号から1989年12号まで連載された。菊地の小説『魔界都市〈新宿〉』を源流とする。
新宿が魔震（デビルクエイク）に襲われ〈魔界都市〉と化してから十数年後の199X年、突如現れた神と呼ばれる老人をめぐる防衛庁所属の超戦士と闇教団の神父たち、そしてそれに巻き込まれた〈魔界都市〉に住む念法の達人・十六夜京也の戦いを描く。
外伝に『魔界都市ハンター異伝 魔聖杯』、魔界都市ハンターシリーズとして菊池の小説『魔宮バビロン』、『魔界都市〈新宿〉』が細馬の作画により漫画化されている。
『週刊少年チャンピオン』創刊40周年を記念した名作読み切りシリーズとして、同誌2009年38号に菊地秀行原作、細馬信一作画による『魔界都市ハンター』の新作が掲載された。『週刊少年チャンピオン40th 創刊40周年記念特別編集』にも収録されている。

## 用語
〈魔界都市〉（まかいとし）
新宿のこと。元々は平和な都市だったが、魔震に襲われてからは様相が一変する。遺伝子研究所から脱走した妖生物や悪霊が出現するようになり、犯罪者や超能力者、サイボーグが集まり、各地で怪奇現象が発生するようになった。この街で死んだ人間の霊は全て成仏できず、都市が持つ妖気に縛りつけられ、地縛霊となり地上をさまよう。生きている者にも影響をおよぼしており、〈魔界都市〉に10年以上住んでいる人間の知能・体力測定値は同じ年齢の区外人よりも高いというデータもある。
念法（ねんぽう）
修行によって人間の思念を単なる物理的エネルギーから霊的なエネルギーにまで昇華し、それを武道に応用したもの。物理エネルギーが通用しない悪霊すらも討つことができる。
SATF（スペシャルアビリティタスクフォース）
六本木防衛庁地下に本部を置く陸上自衛隊特殊能力戦略部隊。
超戦士（スーパーソルジャー）
特殊能力を身につけたSATF所属の最強戦士たち。銃器は使用せず、身につけた能力のみで戦う。命令を下せるのは総理大臣と狩賀博士のみで、神の捕獲を命じられている。
闇教団（ダークきょうだん）
神をめぐって超戦士と対立する邪教集団。主要メンバーは司教と名乗る男と、その下の実行部隊である魔道と魔術をきわめた6人の神父（ファーザー）と1人の尼僧（シスター）。銃器は使用せず、身につけた妖力のみで戦う。さらに信者数百名、化学局、戦略局、電子工学戦部隊も備えている。本拠地は第一生命ビルの最上階。第二のアジトはフジテレビ、第三のアジトは新宿御苑。
設立は魔震が起きた日の翌日である198X年9月14日。魔震が腐りきった世に神が下した鉄槌と考え、新宿に選ばれた者のユートピアをつくることを教義としている。
魔震（デビルクエイク）
198X年9月13日（金曜日）午前3時に発生した巨大地震。新宿を取り囲むかのように大地に巨大な亀裂が生じ、新宿を外界から隔離した。
シグマ
あり得ない推測を証明できる非（ヌル）コンピュータ。防衛庁の地下5000メートルに設置されており、そこに到達するまでには秒速30万キロ自動照準のレーザー砲や零下200度の通路をくぐり抜けなければならない。世界中のコンピュータの七割五分はこのシグマと何らかの形でつながっており、もしシグマから他機の機能を停止する指令を送ると、軍事・経済・輸送など世界文明の機能はほぼ完全にマヒする。
個人要塞（ハンドトーチカ）
アメリカ軍の最新兵器。普段は携帯できるサイズだが、戦闘時には持ち主の体を鎧のように覆う。核融合エネルギー炉搭載、三〇万馬力、水陸空自在。装着したまま食事と傷の手当もできる。補修機構も備わっている。
新宿西口中央公園（しんじゅくにしぐちちゅうおうこうえん）
闇教団さえ恐れる人食い公園。新宿観光パンフレットには立ち入り禁止地区第1位と掲載されている。ここには他の区域を集めた以上の妖気が集中している。かつてこの公園の妖気を追い払おうとした自衛隊一個中隊が全滅している。

## 登場人物

### 主要人物
十六夜 京也（いざよい きょうや）
本作の主人公。〈魔界都市〉新宿に住む高校生。かつて魔道士レヴィー・ラーとその手下の三匹の妖魔を倒した十六夜念法の達人。武器は木刀「阿修羅」。
両親は渋谷で麻薬を使用していた通り魔に殺されており、そういった薬を作る連中を根絶やしにしようと念法を学んだ。
片桐 さやか（かたぎり さやか）
〈魔界都市〉の住人。京也を慕う少女。韓国オリンピックテッコンドーの部で優勝した片桐学を父に持ち、彼からマーシャルアーツを学んでいる。
神（?）（かみ?）
日本に突如出現した謎の老人。無から有をいとも簡単に造り出すことができ、銀座を一瞬で海に変えるなどの超常現象を巻き起こす。次元を超越して存在する。防衛庁のデータベースによると、地球上のあらゆる所に存在し、地球上のどこにも存在しない。と説明がつかない結果が出ている。
ドクター・メフィスト
魔界都市一の名医で、「魔界医師」の異名を持つ美形の男。京也の友人であり、京也を想っている。自分と同じ姿をした疑似生命体「複製（コピー）」を何体も持つ。また、「魔眼（デビル・アイ）」により目を見たものを操る。その他に「針金細工」に生命を持たせて使役することができる。
モヒカン
モヒカン刈りの大男。新宿中央公園で暮らしている。メフィストにも成し得ない死者の復活を可能としており、さやかを救った。その正体はメフィストの兄弟弟子であり、ドクトル・ファウストの一番弟子ドクター・モヒカン。レーザーより速くメスを投げることができる。ブライドにより吸血鬼になりかけたが、自ら心臓を取り出し、エクトプラズムで代替心臓を創り出して移植することにより完治した。
地下鉄サム（ちかてつサム）
新宿大地下道に住む陽気な男。京也の強さに感服して彼を「兄弟」と呼ぶ。ナイフ投げが得意。最後はさやかをブライドから守り殺された。

### 超戦士
狩賀博士（かりがはかせ）
防衛庁科学局局長であり、SATF司令官。超戦士の生みの親。国連の超コンピュータもおよばない「超推理（メタすいり）」を行うとトランス状態に入り、この際のショックで人格変移を起こし、普段の人格に超能力だけを備えた別人格が目を覚ます。この人格の時は周囲に零下200度の冷気も寄せつけないエネルギー風を発生させたり、無意識のうちにレーザービームをよけるといった離れ業を見せる。戦闘能力も高い。エネルギー風を自在に操り、神の使徒と化したチンビラを塵にし、闇司教の放った光球をエネルギー風バリアで弾き飛ばした。
円谷 大作（つぶらや だいさく）
一佐。超戦士の隊長。霊体（エクトプラズム）によって敵の弱点を物質化する能力を持つ。その能力は隊中でも極秘となっている。
有川 真吾（ありかわ しんご）
三佐。超戦士の副長で、冷静な男。能力は「次元刀」。空間断層を引き起こし、あらゆるものを切り裂く。
中野 太吉（なかの たきち）
三佐。豪傑な大男。能力は「瞬間移動（テレポート）」。範囲は本人だけなら5メートル四方だが、手に触れるものは1000キロメートル先にも送れる。最後はテレポートで京也達を月に送り届けたが、能力を使い果たし死亡する。
本多 龍（ほんだ りゅう）
三佐。サングラスをかけたニヒルな美男子。能力は「影狩り」。影を切ることでその本体を切ることから、「影狩人（シャドーハンター）」の別名を持つ。最後はクロウ神父との戦いで、相討ちになり死亡。
上村 信人（うえむら のぶと）
三佐。太った陽気な男。能力は「変身」。骨格から遺伝子に至るまで他人に成りすますことができ、身体が一種のゴム体質のため刃物も銃器も効かない。着ている服も皮膚でできており、普段の姿も本来の自分のものかは彼自身もわかっていない。「変身魔」の別名を持つ。しかし闇教団には見破られ殺害される。
高山 六平（たかやま ろくへい）
三佐。好色漢の老人。年齢は60代。能力は「魔血雨（まちう）」。血の雨を降らせて敵を溶かす。
大林 朱美（おおばやし あけみ）
三佐。紅一点の美女。能力は「ルルドの息」。彼女の息はあらゆる毒を消し去る薬となる。その他に中国河南省拳法も使用する。有川を慕っている。最後はJJに銃で撃たれ死亡する。

### 闇教団
闇司教（ダークしきょう）
闇教団の司教。長い鬚の不気味な男。神が地上へ降り立ったと啓示を受け、神の力を借りて世界を破壊しようと企む。
ロダン
神父たちのリーダー。陰気な男。干し首を操る能力を持つ。ガマガエルが苦手という一面がある。
クロウ
神父。筋骨隆々の大男。能力は水を操る「水槍」「死海」など。
リド
神父。痩せ顔の男。能力は「肋骨林」。壁や地面から巨大な肋骨を出現させ、敵を刺し貫く。
コロサス
神父。ハゲ頭の巨人。いかつい顔に似合わず丁寧な口調でしゃべる。能力は「邪妖精軍団」。魔界で生まれた飢えた妖精たちを体内に無数飼っている。
ギルマン
神父。左肩に毒液や毒ガスを吐く骸骨の頭部を隠している。
マンチス
神父。眼鏡をかけた男。能力は「マンチスの影法師」。この世で最も薄く鋭い刃物である影を操り、あらゆるものを切り裂く。
ブライド
尼僧。妖艶な美女で、噛んだ者をしもべとする吸血鬼。別名「ドラキュラの花嫁（ブライド）」。目を見たものを操る「凶眼（イーグル・アイ）」を持つ他、コウモリに化けてから放つ催眠波は植物や空気、雨にまで影響をおよぼす。
一時期はメフィストの「魔眼」に敗れ彼のしもべとなっていたが、神の持つ機械の力を浴びてからはメフィストや闇教団を離れ、「選ばれし者」を名乗るようになる。基本的に不死身で、心臓が潰れようが、肉体が幻獣に食い尽くさようが、再生して蘇る。最後は京也の念法により消滅した。

### その他の人物
防衛庁長官（ぼうえいちょうちょうかん）
狩賀博士や超戦士の上司に当たる人物。かつて月面のアメリカ基地で地球征服の反乱が起こった際、独断で核ミサイルによる攻撃を決定したことがある。狩賀博士からは「事なかれ主義の典型かと思えばとんでもないことをやらかす男」と評されており、その心の内は狩賀にも読めない。神の捕獲に失敗した後、〈魔界都市〉ごと神を抹殺するために地震発生器で第二の魔震を起こそうとする。
片桐 やよい（かたぎり やよい）
さやかの祖母。病床に伏しているが青嵐流ナギナタ八段、鬼炎流空手四段の腕前。
レヴィー・ラー
悪魔の使いと呼ばれる魔道士。地底の大魔王を呼び寄せるために人間界の邪気を新宿に封じ込めようとしたが、京也により倒される。
主（ぬし）
フジテレビに生息する怪物。魔震の際に市ヶ谷遺伝子研究所から逃げ出したサンプルが成長したもので、大蛇のような姿をしている。近所を通りかかった人間を妖気で引き寄せてエサにする。区役所からは一億円の懸賞金がかけられている。
JJ（ジェージェー）
CIA（アメリカ中央情報局）特務課の男。神をめぐる戦いに参入し、京也たちと敵対する。戦闘時には個人要塞（ハンドトーチカ）を纏う。
邪獣神アルト（じゃじゅうしんアルト）
地球誕生以来最大最強の妖神。まだ生まれたてのころに、将来の力を恐れたなにかに捕らえられ石のツボに封じ込められ、メフィストがアルバイトで預かり病院の地下に封印していた。人間を変化させた妖戦車キドニーを駆る。
ドクトル・ファウスト
新宿を救った伝説の心霊医師。魔震のさなかに数千人の命を救い、死者すら甦らせたが、数週間後に忽然と姿を消した。メフィストとモヒカンの師匠。
グレタ・ヘンデル
JJがチェコの神霊都市プラハから呼び寄せた世界有数の魔道士。チェコ軍の核弾頭を一瞬で泥に変えた女として防衛庁の危険人物リストに登録されている。狩賀博士と出会って意気投合し、JJが神によって消された後は狩賀と行動を共にする。

## 書誌情報
少年チャンピオン・コミックス
- 原作：菊地秀行、作画：細馬信一『魔界都市ハンター』秋田書店〈少年チャンピオン・コミックス〉、全17巻
  1. 1986年5月発行、ISBN 4-253-04651-7
  2. 1986年8月発行、ISBN 4-253-04652-5
  3. 1986年10月発行、ISBN 4-253-04653-3
  4. 1986年12月発行、ISBN 4-253-04654-1
  5. 1987年2月発行、ISBN 4-253-04655-X
  6. 1987年4月発行、ISBN 4-253-04656-8
  7. 1987年6月発行、ISBN 4-253-04657-6
  8. 1987年8月発行、ISBN 4-253-04658-4
  9. 1987年10月発行、ISBN 4-253-04659-2
  10. 1987年12月発行、ISBN 4-253-04660-6
  11. 1988年3月発行、ISBN 4-253-04661-4
  12. 1988年5月発行、ISBN 4-253-04662-2
  13. 1988年8月発行、ISBN 4-253-04663-0
  14. 1988年10月発行、ISBN 4-253-04664-9
  15. 1989年1月発行、ISBN 4-253-04665-7
  16. 1989年4月発行、ISBN 4-253-04666-5
  17. 1989年7月発行、ISBN 4-253-04667-3

秋田文庫
- 原作：菊地秀行、作画：細馬信一『魔界都市ハンター』秋田書店〈秋田文庫〉、全8巻
  1. 2002年2月発行、ISBN 4-253-17758-1
  2. 2002年4月発行、ISBN 4-253-17759-X
  3. 2002年6月発行、ISBN 4-253-17760-3
  4. 2002年8月発行、ISBN 4-253-17761-1
  5. 2002年10月発行、ISBN 4-253-17762-X
  6. 2002年12月発行、ISBN 4-253-17763-8
  7. 2003年2月発行、ISBN 4-253-17764-6
  8. 2003年4月発行、ISBN 4-253-17765-4